# Pravoslavná archiepiskopie Ohrid
Pravoslavná archiepiskopie Ohrid (srbsky, makedonsky Православна Охридска Архиепископија, Pravoslavna Ohridska Arhiepiskopija) je autonomní archiepiskopie pravoslavné církve v Severní Makedonii. Je jedinou kanonickou pravoslavnou církví v zemi a je ve společenství s ostatními pravoslavnými církvemi.

## Autonomie
Status archiepiskopie byl zpochybněné Makedonskou státní církevní komisí, z toho důvodu existence jiné oficiální církve, a jméno episkopie nebylo dostatečně odlišeno od Makedonské pravoslavné církve - Ohridské archiepiskopie. Makedonská církev byla uznána komisí, ne však již dalšími pravoslavnými církvemi, které berou v úvahu její jednostranné prohlášení o autokefalitě s porušením kanonického práva, vydané roku 1967.

Episkopie se hlásí k dědictví Ohridské Archiepiskopie Justiniana prima a celého Bulharska, založené roku 1019 Basilem II.

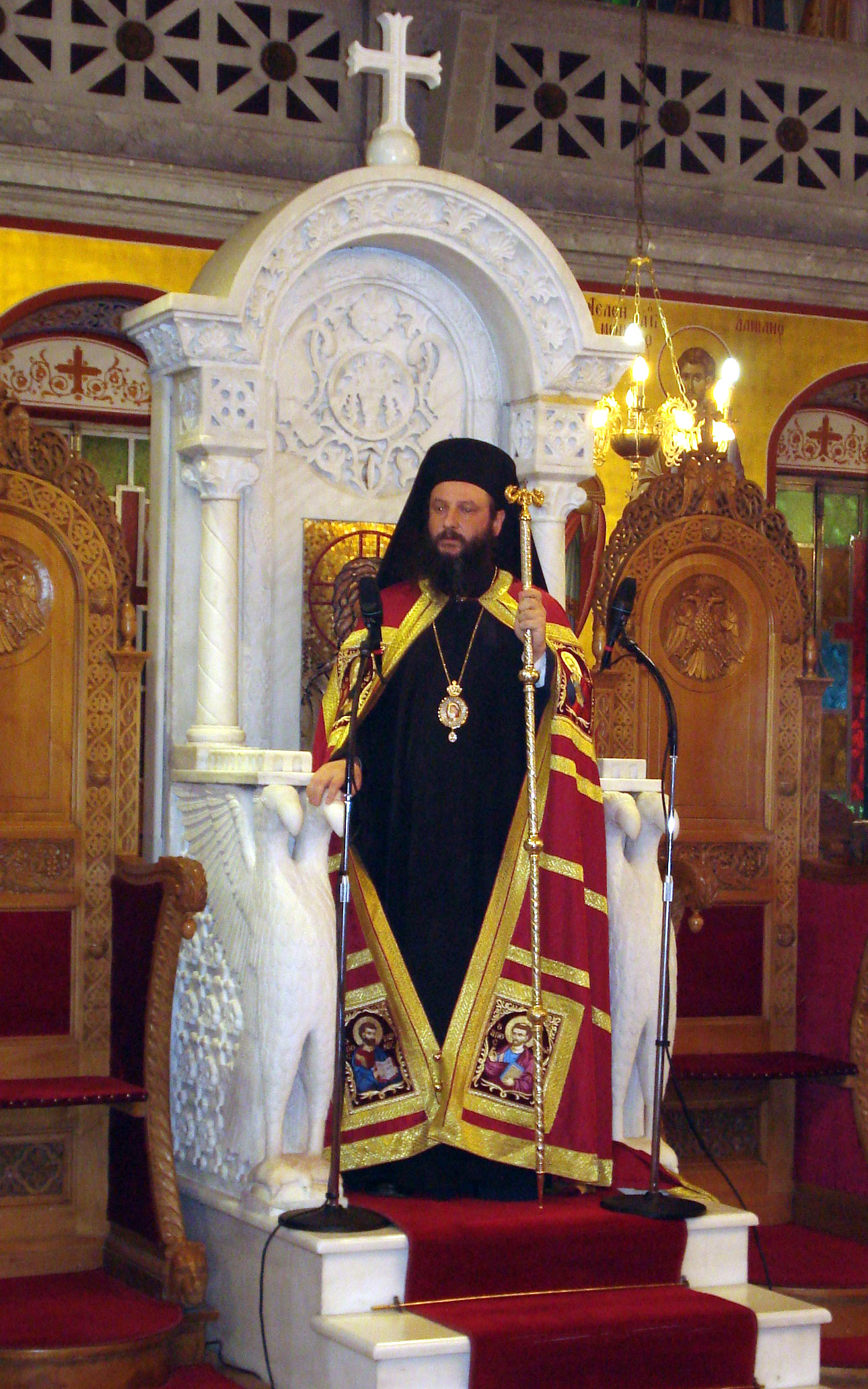
Hlava episkopie metropolita Jan

Ve snaze obnovit svůj kanonický stav a získat uznání od pravoslavných církví, Makedonská pravoslavná církev vyjednávala se Srbskou pravoslavnou církví a tato jednání vedla k případné dohodě podepsané v červnu 2002 ve městě Niš. Dohoda byla podepsána všemi biskupy obou delegací. Nicméně, biskupové delegací Makedonské pravoslavné církve byli vystaveni závažné kritice k podpisu této dohody a církev od ní odstoupila.
Srbský patriarcha svolal všechny biskupy, duchovenstvo, mnišstvo a věřící aby vstoupily do kanonického společenství se Srbskou pravoslavnou církví. Jan Vraniškovski, metropolita Velesu a Povardarie a všichni kněží Velesu reagovali na tuto výzvu a podepsali dokument o spojení.
Dne 23. září 2002 byl metropolita Jan jmenován exarchou celého území Ohridské archiepiskopie. Dne 25. prosince 2003 byl jmenován vedoucím Svatého synodu biskupů Ohridské archiepiskopie.
Dne 24. května 2005 byl srbským patriarchou uznán jako Arcibiskup Ohridu a metropolita Skopje. Ve stejný den bylo vydáno prohlášení o autonomii archiepiskopie.

## Struktura
Od roku 2002 je hlavou episkopie metropolita Jan Vraniškovski. Svatý synod se skládá ze 4 biskupů.
Eparchie na území Severní Makedonie:
- Archieparchie Skopje - metropolita Jan
- Eparchie Prespa a Pelagonia - vacant[kdo?]
- Eparchie Bregalnica - biskup Marek
- Eparchie Debar a Kičevo - vacant
- Eparchie Polog a Kumanovo - biskup Jáchym
- Eparchie Veles a Povardarie - vacant
- Eparchie Strumica - vacant

## Pronásledování
Po vstupu do církevního společenství se Srbskou pravoslavnou církví a jinými pravoslavnými církvemi byl 7. července 2002 bez soudního příkazu arcibiskup Jan vyloučen policií ze svého bydliště ve Velesu. V lednu 2004 byli ihned po vstupu do společenství s archiepiskopií stejným způsobem vyhnáni mniši čtyř monastýrů. Pátý monastýr svatého Jana Zlatoústého v obci Nižepole byl zničen ozbrojenými maskovanými muži.
Budovy archiepiskopie byli zabaveny policií. Kostel u monastýru svatého Jana byl 15. října 2004 zničen ze strany státních orgánů. Kaple svatého Nektaria z Aeginy, poté co byla zdemolovaná, byla dne 12. července 2005 zbořena. Kněz který sloužil v této kapli otec Borjan Vitanov, byl dvakrát zbit.
Arcibiskup Jan byl odsouzen k 18 měsícům vězení za Podněcování k etnické, rasové a náboženské nenávisti, sváru a intolerance. Verdikt uvedl přesvědčení, dovolávaje na tyto tři body :
1. napsal text v církevním kalendáři, v nímž pomluvil Makedonskou pravoslavnou církev
2. souhlasil s jeho jmenováním jako exarchy Ohridské archiepiskopie v Makedonii, a podílel se na svěcení biskupů Jáchyma a Marka
3. celebroval bohoslužbu v bytě ve vlastnictví jeho rodičů

Po nějaké době Nejvyšší soud prohlásil že poslední ze tří bodů je protiústavní a jeho trest byl zkrácen na 8 měsíců.

### Mezinárodní reakce
- Ministerstvo zahraničí Spojených států amerických neustále zahrnuje ve své "Zprávě o náboženské svobodě" a "Zprávě o lidských právech" informaci týkající se omezení náboženských svobod příslušníků Ohridské pravoslavné archiepiskopie, existence náboženských vězňů, porušování svobody pohybu, policejní teror aj.[15][16][17][18][19]
- Misie USA u Organizace pro bezpečnost a spolupráci v Evropě varovala na porušování svobody náboženského vyznání v Makedonii.[20]
- Evropská komise poukázal na to, že existují případy porušování náboženské svobody a zdůraznila, že nový zákon by měl poskytnout více liberálnější postup pro registraci náboženských komunit.[21]
- Amnesty International prohlásila arcibiskupa Jana jako Vězně svědomí.[22]
- Freedom House hlásil, že arcibiskup Jovan byl zatčen...pro jeho vazby se Srbskou pravoslavnou církví.[23][24]
- Helsinský výbor pro lidská práva vyhlásil zprávu o porušování náboženských svobod a lidských práv příslušníků archiepiskopie Ohrid.[25]
- Fórum 18 hlásí o diskriminaci nové církve v Makedonii.[26]
- Ekumenický patriarcha Bartoloměj I. poslal dopis předsedovi vlády Makedonie žádající okamžité propuštění arcibiskupa Jana.[27][28]
- Moskevský patriarcha Alexij II. poslal dopis prezidentovi Makedonie žádající okamžité propuštění arcibiskupa Jana.[29]
- Svatý synod Církve Řecka protestoval proti uvěznění arcibiskupa Jana a požádal o respektování náboženské svobody v Republice Makedonie.[30]
- Svatá komunita Hory Athos poslal dopis na podporu arcibiskupa Jana, podepsaný všemi zástupci a opaty kteří jsou ve společném shromáždění dvaceti svatých klášterů na Svaté hoře Athos.[31]
- Stálá konference kanonických pravoslavných biskupů v Americe odsoudila uvěznění arcibiskupa Jana a žádala jeho okamžité propuštění.[32]
- Metropolita Herman z Pravoslavné církve v Americe vyzval k propuštění arcibiskupa Jana.[33]